# Ulica Władysława Warneńczyka w Krakowie
Ulica Władysława Warneńczyka – ulica w Krakowie, w dzielnicy XIII Podgórze, w Podgórzu.
Łączy ulicę Karola Rollego z ulicą Jana Zamoyskiego. Jest jednojezdniowa.

## Historia
Ulica w obecnym kształcie została wytyczona w XIX wieku na niewykorzystanych do tego czasu podmokłych terenach pomiędzy ul. Kalwaryjską, a brzegiem Wisły. W średniowieczu znajdował się w miejscu dzisiejszej ulicy staw, zwany Królewskim lub Kazimierskim, gdzie założono wówczas Planty im. Floriana Nowackiego. Stąd też pierwotna nazwa ulicy brzmiała: ul. KuPlantom. 
Pod koniec XIX wieku władze Miasta zmieniły nazwę ulicy na nazwę ul. Tadeusza Kościuszki, zaś w 1917 roku Rada Miasta Krakowa, nadała ulicy nazwę Władysława III Warneńczyka, króla Polski oraz Węgier.

## Zabudowa
Przy początku ulicy z prawej strony znajduje się wejście do Plant im. Floriana Nowackiego.
Po zachodniej stronie ulicy:
ul. Władysława Warneńczyka 3 – kamienica, 1905.
Po wschodniej stronie ulicy:
- ul. Władysława Warneńczyka 14 – willa. Projektował Ignacy Tislowitz, 1929–1930[2].

Opracowano na podstawie źródła: Gminnej ewidencji zabytków – Kraków.

## Galeria

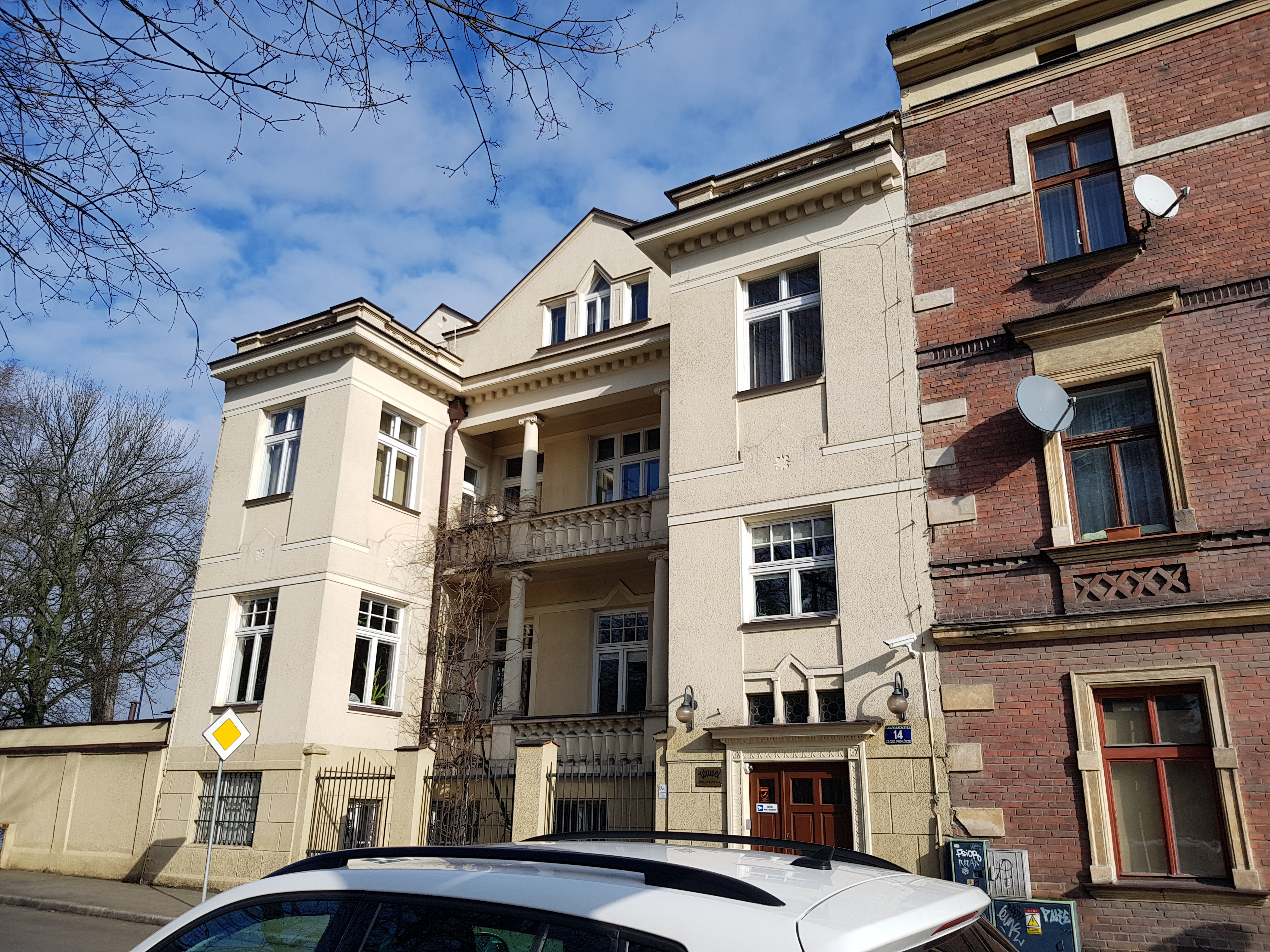
ul. Władysława Warneńczyka 14 willa (proj. Ignacy Tislowitz, 1929–1930)
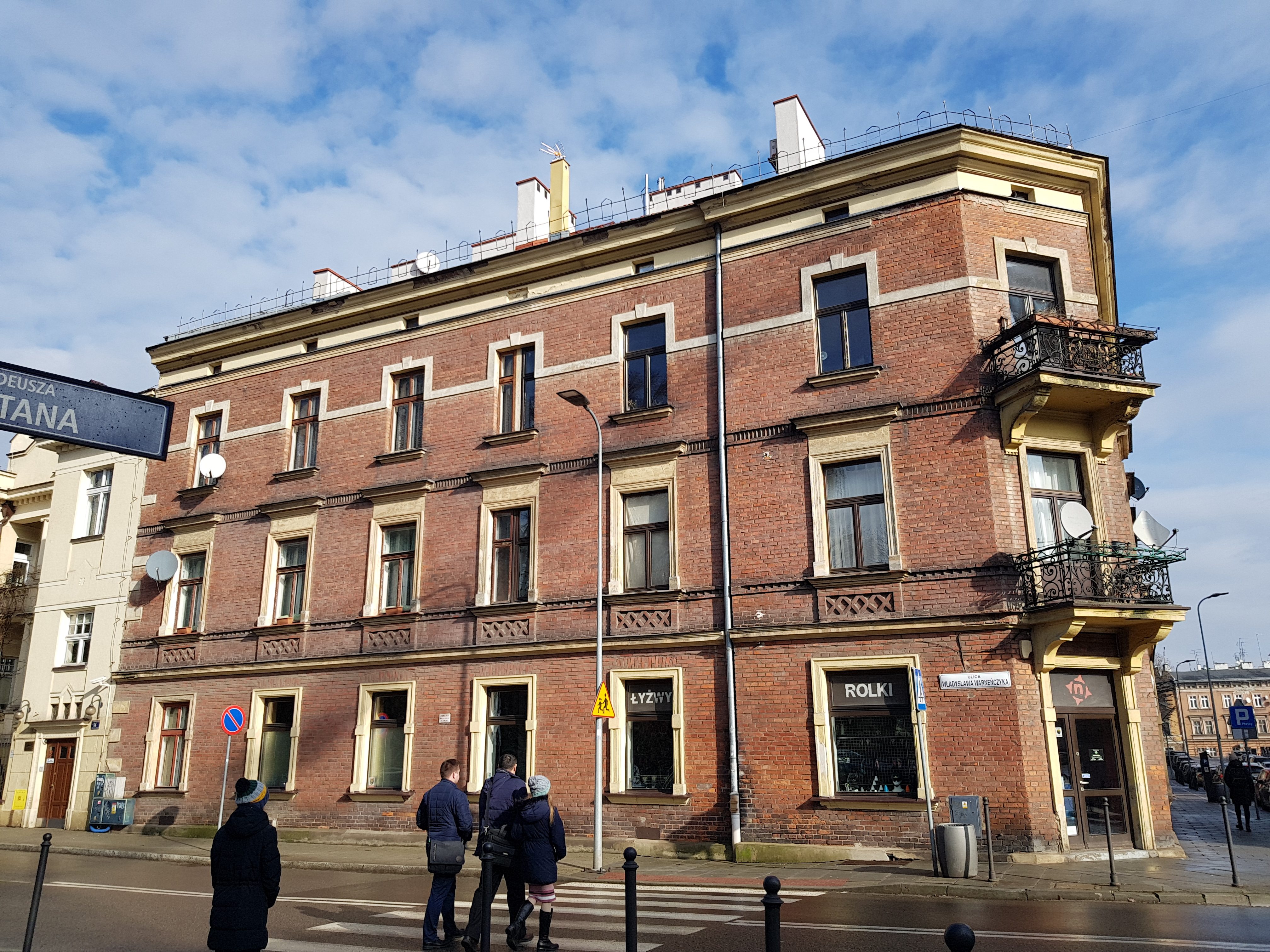
ul. Władysława Warneńczyka 3 kamienica (1905)